# Xue-Min Cheng
Xue-Min Cheng ist eine chinesische Medizinchemikerin, Autorin und Pharmamanagerin. Sie wurde bekannt als Ko-Autorin von The Logic of Chemical Synthesis, in dem Retrosynthese formalisiert wurde, ein Konzept, für das Elias James Corey 1990 den Nobelpreis für Chemie gewann.

## Ausbildung und Postdoc-Forschung
Cheng erlangte ihren Bachelor in Chemie an der Universität Peking und ihren Doktorgrad in synthetischer Chemie bei Alan Kozikowski an der University of Pittsburgh. In ihren Arbeiten untersuchte sie die Anwendung von Nitriloxiden, z. B. Cycloadditionen zur Bildung von C-Glycosiden oder die Verwendung von Nitriloxiden als Vorstufen für funktionalisierte Heterocyclen. Während ihrer Zeit als wissenschaftliche Mitarbeiterin mit Doktorgrad (Postdoc) an der Harvard University verfasste Cheng zusammen mit Elias James Corey das Buch The Logic of Chemical Synthesis. In den ersten drei Kapiteln werden rechnerische und logische Ansätze zur Zerlegung organischer Molekül-„Targets“ (TGTs) durch verschiedene Transformationen betrachtet, die zu „Retrons“ und „Synthons“ führen, d. h. zu einfacheren Molekülen, die für den Zugang zum TGT verwendet werden könnten. Bemerkenswert ist hier das Vorwort, in dem darauf hingewiesen wird, dass alle Strukturen im Buch "per Computer" gezeichnet wurden, d. h. mit dem damals neuen Softwarepaket ChemDraw, das von Stewart Rubenstein, David A. Evans und Sally Evans angepasst wurde.

## Forschungskarriere
Nach Harvard nahm Cheng eine Stelle bei Warner-Lambert Research, später Pfizer, in Michigan, USA, an. Dort arbeitete sie unter anderem an Renin-Hemmern auf Ketopiperazin-Basis, HMG-CoA-Hemmern und Molekülen gegen zahlreiche andere kardiovaskuläre Ziele. Cheng war an der Entwicklung von Lipitor beteiligt, dem meistverkauften Produkt Pfizers. 2006 wechselte Cheng als außerordentliche Forschungsprofessorin an die University of Michigan. Um diese Zeit gründete Cheng zusammen mit der Pfizer-Chemikerin Helen T. Lee AAPharmaSyn, ein globales Auftragsforschungsunternehmen für Chemie.
Seit 2011 konzentrieren Cheng und ihre Kollegen an der Michigan University ihre Anstrengungen auf von der DARPA unterstützte dendrimere Arzneimittelabgabesysteme für den Einsatz auf Schlachtfeldern.
Mit Stand 2008 war Cheng Erfinderin oder Miterfinderin bei 18 Patenten.